# Anna-Schutzhaus
Das Anna-Schutzhaus ist eine Schutzhütte der Sektion Dölsach des Österreichischen Touristenklubs im Osttiroler Teil der Kreuzeckgruppe.

## Lage
Die Hütte liegt auf einer Höhe von 1992 m ü. A. unterhalb des Dölsacher Hausbergs Ederplan (2062 m) im Gemeindegebiet von Dölsach. Der Kreuzeck-Höhenweg führt an der Hütte vorbei.
Der Standort bietet eine umfassende Aussicht auf den größten Talboden Tirols, das Lienzer Becken. Gegenüber stehen breit die Lienzer Dolomiten, nach Süden ergibt sich ein Blick auf den Karnischen Hauptkamm mit der Hohen Warte, nach Westen sind die Villgratner Berge, das Zettersfeld und weiter nach Nordwesten die Schobergruppe zu sehen.

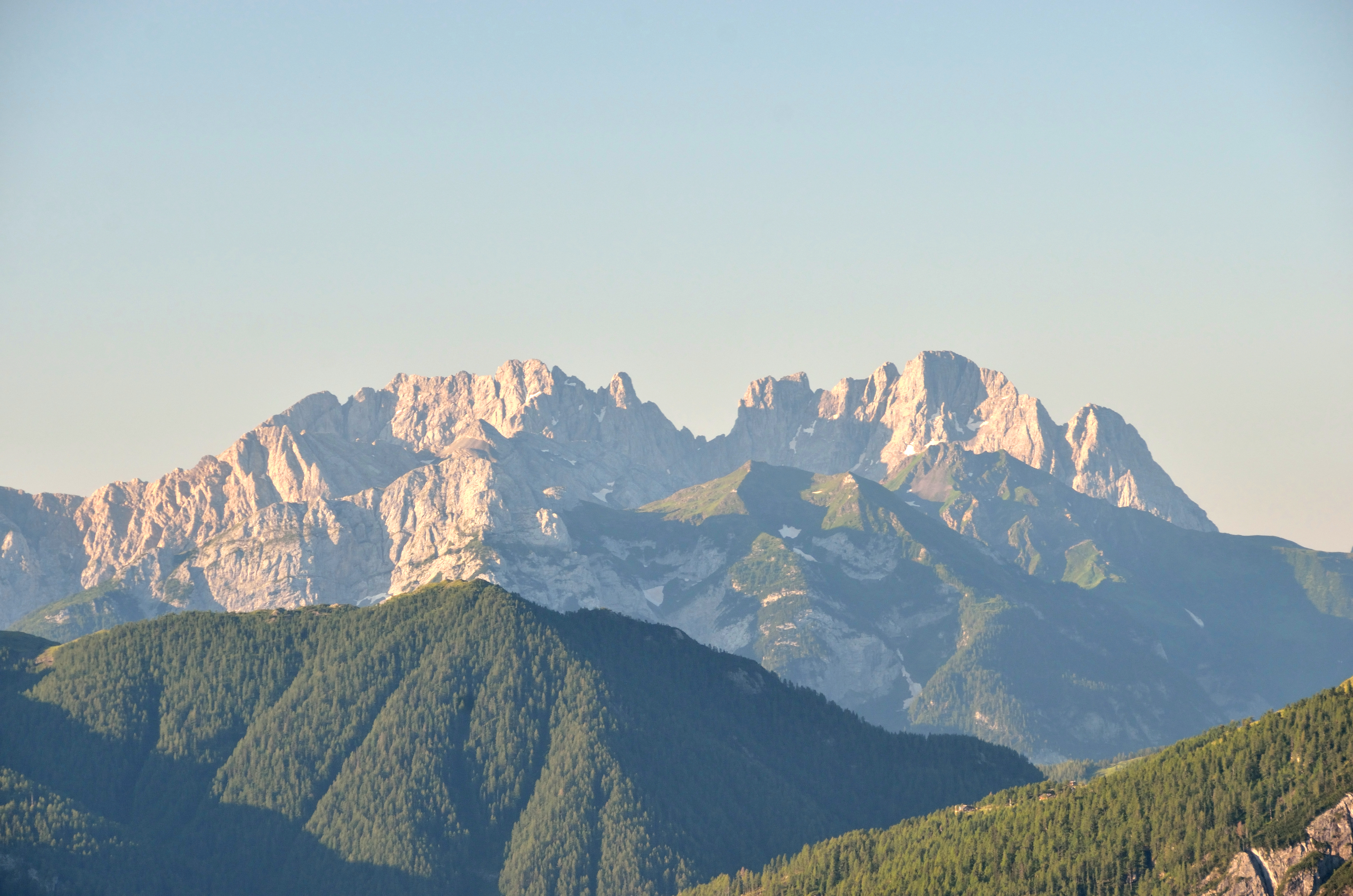
Hohe Warte in den Karnischen Alpen
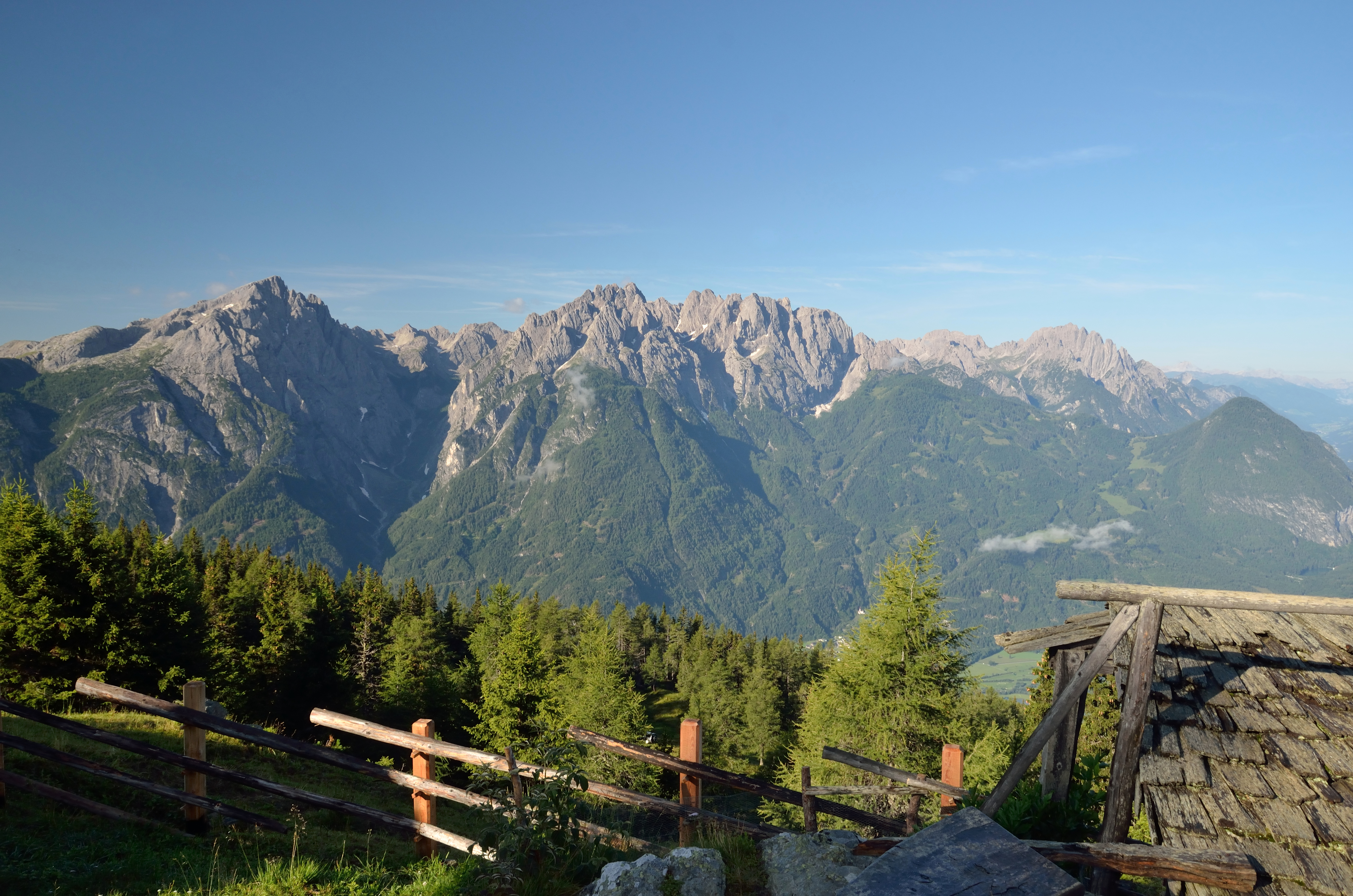
Lienzer Dolomiten
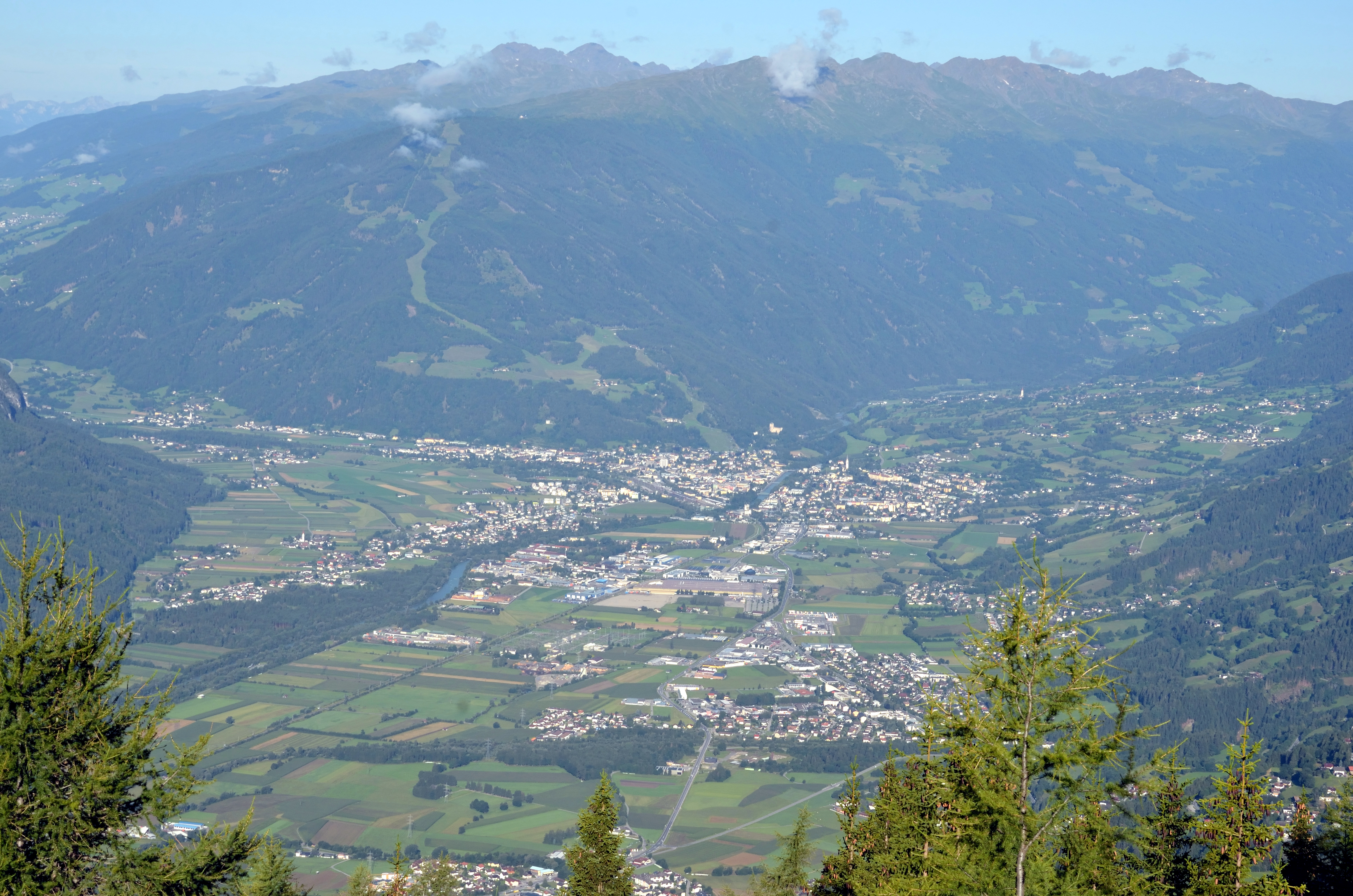
Lienzer Becken mit den Villgratner Bergen
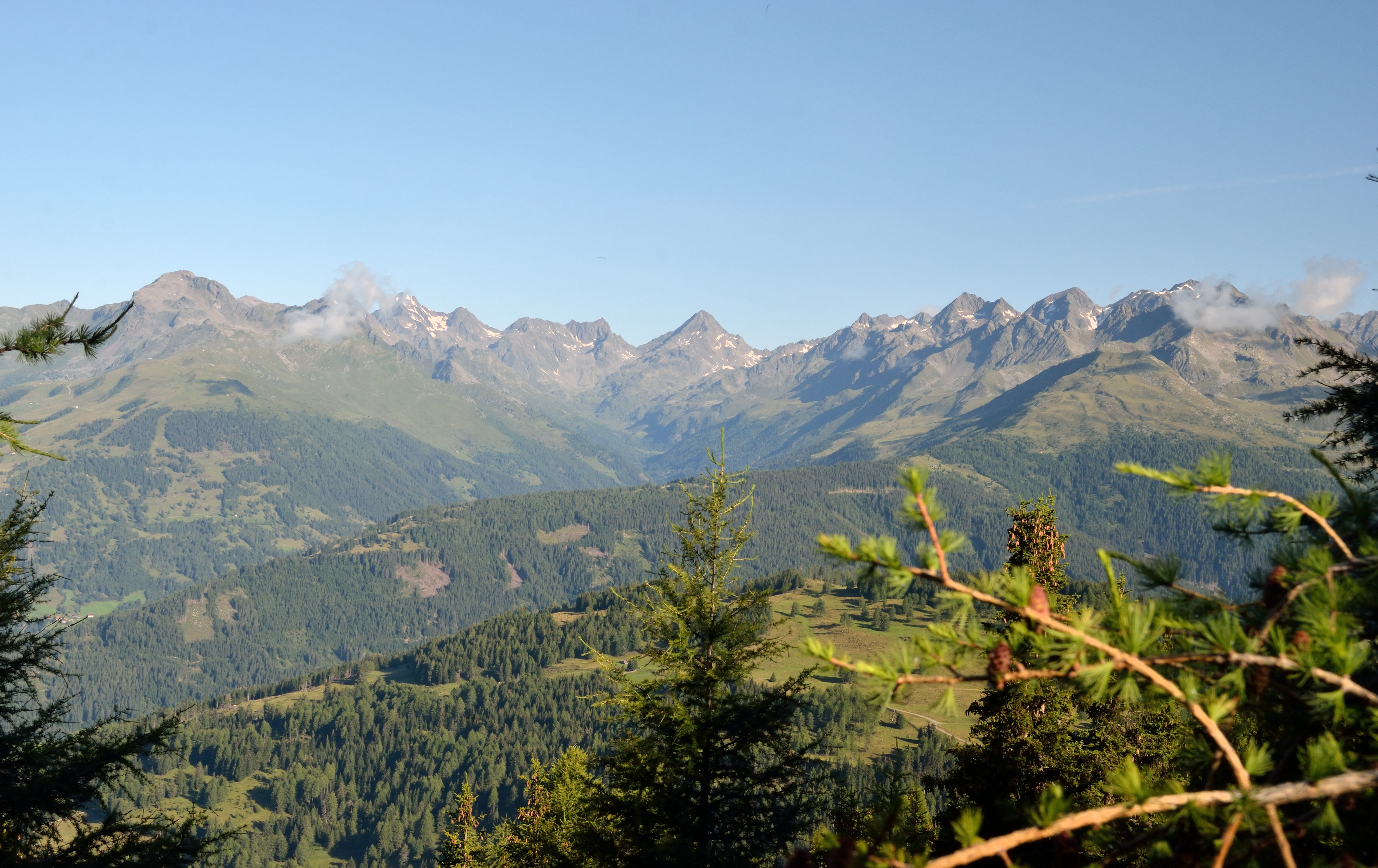
Schobergruppe

## Geschichte
1882 errichtete der Maler Franz Defregger am Ederplan eine kleine ebenerdige Almhütte als seinen Sommersitz. 1887 schenkte er die Hütte dem ÖTK, der sie adaptierte und nach Defreggers Frau Anna benannte, die Eröffnung erfolgte 1888. In den Jahren 1907/1908 wurde die Hütte um einen vier Meter tiefen Zubau erweitert, 1922 wurde eine neue Küche angebaut und 1938 eine Holzhütte erstellt.
Die Schutzhütte wurde bis 1990 von der Sektion Lienz des ÖTK betreut, dann der neu gegründeten Sektion Dölsach des ÖTK übergeben. Bis 1993 erfolgten anschließend eine Generalrenovierung des Gebäudes und die Errichtung von Zubauten unter strengen ökologischen Gesichtspunkten und Wahrung des ursprünglichen Charakters. 2015 wurde eine moderne Photovoltaikanlage in Betrieb genommen.
Der eingeschoßige, geschindelte Holzblockbau hat im Südosten eine Veranda. Das Satteldach ist mit Holzschindeln gedeckt und hat teilweise Dachgaupen. Der neue Anbau wurde in Naturstein nordwestseitig ausgeführt. In der Stube gibt es einen gemauerten Tonnenofen und eine offene Feuerstelle.

## Wege

### Zustiege
- vom Zwischenbergersattel (1446 m), Maut, Gehzeit 1½-2 Stunden
- von Lengberg, Nikolsdorf und Trattenberg, Gehzeit rund 4½ Stunden
- von Winklern über den Zwischenbergersattel, Gehzeit rund 3½ Stunden
- von Lainach über den Zwischenbergersattel, Gehzeit rund 4 Stunden

Zur Hütte führt eine offizielle MTB-Strecke.

### Gipfelbesteigungen
- Ederplan (2062 m) mit Heimkehrerkreuz, Gehzeit ¼ Stunde
- Loneskopf (2248 m), Gehzeit 2 Stunden
- Ziethenkopf (2483 m), Gehzeit 2 Stunden

### Übergänge
- Hugo-Gerbers-Hütte (2347 m), Gehzeit 6–7 Stunden